# دونداسات
دونداسات هو معدن نادر يتكون من كربونات ألمنيوم الرصاص. سُميَ نسبةً لموطن نمطه في دونداس، أستراليا. اكتشفُ هذا المعدن لأول مرة في منجم ملكية أديليد، ووصفَ هذا المعدن لأول مرة من قبل ويليام فريدريك بيترود عام 1893.
يُعتبر الدونداسات معدن ثانوي غير شائع، يحدث في مناطق أكسدة رواسب الرصاص الخام. تظهر الدونداسات عادةً فوق الكروكويت، كما قد تظهر ضخمة فوق السيروسيت الأصفر. قد ترتبط أيضًا مع السيروسيت، وبلانيتريت، وأزوريت، ومالاكيت، وبيرومورفيت، وميميتيت، وبورانتيت، ودفتتي، وكروكويت، وجبسيت، وألوفان، وليمونيت.
بالإضافة لموطن نمط هذا المعدن في تسمانيا، فإنه متواجد في نيوزيلندا، ويابسة أستراليا، والصين، وبلجيكا، وألمانيا، وفرنسا، واليونان، والمملكة المتحدة، وجزيرة أيرلندا، وإيطاليا، والنمسا، والتشيك، وناميبيا، والولايات المتحدة.